# خان الشیح
خان الشیح یک منطقهٔ مسکونی در سوریه است که در منطقة قطنا واقع شده‌است.

## خصوصیات
خان الشیح ۱۲٬۱۴۸ نفر جمعیت دارد.